# Auguste Lepage
Pour les articles homonymes, voir Lepage.
Auguste Lepage (1835-1908) est un écrivain et journaliste français, né dans le département de la Meuse.
En 1906, il demeure à Massy (Essonne).

## Œuvres (sélection)
- Les Sièges héroïques (1907)
- Perdita (1905)
- Une cour d'amour (1904)
- Le Roman d'une ambitieuse (1904)
- Le Collier de diamants (1902)
- Un condottiere (1897)
- Un petit soldat de la Grande Armée (1896)
- Jean Bâton, suivi du Juif de Koniah (1894)
- Maître Normand, notaire (1892)
- La Perle du Danube, histoire serbe (1891)
- Une idylle au village (1890)